# Are You That Somebody?
Az Are You That Somebody? Aaliyah amerikai énekesnő kislemeze. A dalt Steve Garrett és Timbaland írta és az 1998-ban bemutatott Dr. Dolittle című film betétdala volt. A kislemez 1998 szeptemberében jelent meg. A háttérben hallható kisbabahangot valószínűleg Prince Delirious vagy Curtis Mayfield New World Order című számából vették át.
A dal a 387. lett a Blender magazin 500 legjobb dal a születésed óta listáján.

## Fogadtatása
Az Are You That Somebody? épp haladt felfelé a slágerlistákon, mikor a Billboard megváltoztatta szabályait, és engedte, hogy a kereskedelmi forgalomban kislemezen meg nem jelent, csak a rádiókban játszott dalok is felkerüljenek a Hot 100 és a Hot R&B/Hip-Hop listákra. A dal a 4. helyig jutott a Hot 100 Airplay listán, és az első helyre került a Hot R&B/Hip-Hop Airplay listán, mikor a szabályokat megváltoztatták. A Hot 100-on elért legmagasabb helyezése 11.
Új-Zélandon a 43. helyről ugrott rögtön az elsőre, amivel rekordot döntött, ez a dal került a legmélyebbről egyetlen hét alatt az első helyre. Ez Aaliyah egyetlen listavezető dala Új-Zélandon.
Hollandiában ez Aaliyah legsikeresebb száma, huszonkét hétig állt a 3. helyen a slágerlistán.
Kevésbé volt sikeres a dal Belgiumban, ahol az ország két slágerlistáján csak a 40., illetve a 42. helyig jutott, Svájcban, ahol a 41. helyre került, és Németországban, ahol a 31.-re.
Az Egyesült Királyságban és Kanadában a Top 20-ba került.
Az MTV Asia Hitlisten az 5. helyig jutott. Kislemez itt nem jelent meg, de a dalt és a videóklipet gyakran játszották.

## Videóklip
Az Are You That Somebody? videóklipjét Mark Gerard rendezte, koreográfusa Fatima Robinson. Az elején Timbaland és barátai egy barlanghoz motoroznak, ahol Aaliyah rejtőzik több más nővel. Mikor Timbalandék vegérkeznek, Aaliyah egy nagy vasajtót ábrázoló hologrammal eltakarja a barlang bejáratát, de a férfiak látják, hogy csak hologram, és keresztülhajtanak rajta. A nők egy nagy föld alatti helyiségben várnak, ahol a falakon jelenetek látszanak a Dr. Dolittle-ből. Ezután mindenki táncolni kezd. A klip az MTV harmadik legtöbbet játszott videóklipje volt 1998-ban.

## Számlista
CD kislemez (Európa)
1. Are You That Somebody? (Album Version) – 4:27
2. Are You That Somebody? (A Cappella) – 4:26

CD maxi kislemez (Németország)
12" maxi kislemez (Egyesült Királyság)
12" maxi kislemez (USA; promó)
1. Are You That Somebody? (Album Version) – 4:27
2. Are You That Somebody? (Instrumental) – 4:26
3. Are You That Somebody? (A Cappella) – 4:26

## Helyezések
| Slágerlista (1998)                    | Legmagasabb helyezés |
| ------------------------------------- | -------------------- |
| USA Billboard Hot 100                 | 11                   |
| USA Billboard Hot 100 Airplay         | 4                    |
| USA Billboard Hot R&B/Hip-Hop Airplay | 1                    |
| USA Billboard Rhythmic Top 40         | 1                    |
| USA Billboard Top 40 Mainstream       | 6                    |
| USA Billboard Top 40 Tracks           | 9                    |
| Belga (flamand) kislemezlista         | 42                   |
| Belga (vallon) kislemezlista          | 40                   |
| Brit kislemezlista                    | 11                   |
| Holland kislemezlista                 | 3                    |
| Kanadai kislemezlista                 | 11                   |
| MTV Asia Hitlist                      | 5                    |
| Német kislemezlista                   | 31                   |
| Svájci kislemezlista                  | 41                   |
| Új-zélandi RIANZ kislemezlista        | 1                    |